# Felss Group
Die Felss Group GmbH ist ein deutsches Unternehmen für Maschinenbau und Komponentenfertigung mit Hauptsitz in Königsbach-Stein. Das Unternehmen ist hauptsächlich spezialisiert auf die Kaltumformung von Hohlkörpern.

## Geschichte
Die Brüder Julius und Otto Felss gründeten 1905 die Maschinenfabrik „Gebrüder Felss“ für Spezialmaschinen zur Metallverarbeitung. Im Jahr 1925 begann die Fertigung der ersten Rundknet- und Reduziermaschinen. 1969 übernahm Klaus Kienhöfer das Unternehmen, ein Jahr später baute Felss die erste automatische Rundknettransferanlage. Da die Firma Anfang der 70er Jahre expandierte, wurde in Königsbach-Stein eine neue Fabrik gebaut und ihr Hauptsitz dorthin verlegt.
Die Gründung der heutigen Felss Group erfolgte mit der Gründung der Firma Felss Rotaform AG in der Schweiz. Daraufhin wurden erstmals auch europaweit Rundknetteile aus Lohnfertigung angeboten. 1988 wurde in Königsbach-Stein auch die Felss Rotaform GmbH gegründet.
1991 übernahm Christine Kienhöfer die Geschäftsführung der Felss Gruppe. Zwei Jahre später im Jahr 1993 wurde die erste vollautomatische mehrstufige Pressentransferanlage zum Aufweiten und Einziehen von Rohren ausgeliefert. Außerdem wurde die neue Produktionslinie Axialformen eingeführt. Wegen der steigenden Nachfrage nach Rundknetteilen aus Lohnfertigung baute Felss 1998 ebenfalls eine Fabrik in Bretten-Gölshausen. 1999 wurde die Felss Rotaform LLC in Wisconsin, USA als erster Produktionsstandort außerhalb Europas gegründet, deren Sitz nun in New Berlin (USA) ist. Außerdem wurde die Felss Burger GmbH in Nesselwang 2005 der Felss Gruppe hinzugefügt. 2007 erfolgte die Gründung der Felss Rotaform Precision Components Co. Ltd. in Wujiang, China, deren Sitz mittlerweile in Kunshan (China) ist. Im Jahr 2017 wurde die Felss Rotaform S.R.O. in Ilava, Slowakei gegründet. Ebenso hat das Unternehmen einen Standort in Triengen (Schweiz) und in Pforzheim (Deutschland).
2019 kaufte die Felss Group die beiden HMP Gesellschaften Heinrich Müller Maschinenfabrik GmbH und HMP Umformtechnik GmbH. HMP brachte ebenso Expertise im Bereich Walzen mit ein, die Felss somit zu seinem Portfolio hinzufügen konnte.
Bis 2017 war das Familienunternehmen in Besitz der Familie mit Christine Kienhöfer als Alleingesellschafterin. Seither ist die Schweizer Beteiligungsgesellschaft Capvis Haupteigentümer der Felss Group.

## Unternehmensstruktur
Geschäftsführer der Felss Group ist seit November 2023 Jürgen Wössner. Der Umsatz des Unternehmens betrug im Jahr 2020 137,7 Millionen Euro und die Mitarbeiterzahl 742.
Die Felss Group hat sechs Produktionsstandorte in Europa, Asien und USA. Dazu zählen die Felss Systems GmbH und die Felss Rotaform GmbH in Deutschland, die Felss Rotafrom AG in der Schweiz, die Felss Rotaform S.R.O in der Slowakei, die Felss Rotaform LLC in den USA sowie die Felss Rotaform Precision Components Co. Ltd. und die Felss Rotaform Co. Ltd. in China. Außerdem hat das Unternehmen internationale Vertriebsstandorte in Brasilien, China, Skandinavien, England, Indien, Japan, Korea und den USA.

## Geschäftsfelder
Die Felss Group baut hoch-spezialisierte Produktionsanlagen zur Metallbearbeitung und ist Auftragsfertiger für Komponenten, die besonders leicht sind und trotzdem hohen Belastungen standhalten. Technisch stehen die Kaltumformverfahren Rundkneten, Axialformen, Biegen, Autofrettage und Endenbearbeitung im Mittelpunkt. Das Rundkneten ist ein Verfahren der Kaltumformung, in dem mit geteilten Werkzeugsegmenten, die um das Werkstück rotieren, Rohre und Stäbe aus Metall spanlos umgeformt werden. Dabei lässt sich fast jeder metallische Werkstoff, auch Aluminium und Titanlegierungen, einsetzen. Es eignet sich besonders für die Produktion gewichtsoptimierter Bauteile und Komponenten. Diese kommen heute praktisch in jedem europäischen Pkw vor, etwa in Form von Lenkwellen-, Antriebs- und Kardanwellen oder Stoßdämpferkolbenstangen. Die Autoindustrie ist somit eine der Hauptbranchen, für die die Felss Group Maschinen zur Metallbearbeitung und Komponenten herstellt.
Aufgrund der Transformation in der Autoindustrie stieg Felss jedoch bereits frühzeitig auch auf die Produktion von Rohrwellen als Ersatz von bald überflüssigen Getriebeteilen um. Außerdem fügte das Unternehmen auch Teile für Elektro-Fahrrad-Antriebe, Motorräder und Produkte für die Luft- und Raumfahrt zu seinem Portfolio hinzu sowie Produkte aus dem Zweig der Feinmechanik.

## Auszeichnungen
- Auszeichnung „100 Orte für Industrie 4.0“ der Allianz Industrie 4.0 Baden-Württemberg[13][14]
- Auszeichnung „100 Betriebe für Ressourceneffizienz“ der Allianz Industrie 4.0 Baden-Württemberg[13][14]
- 1A Ausgezeichnet Ausbildungsbetrieb[15]
- Auszeichnung „Top 10 Business of the year“ 2016 für die Felss Rotaform LLC in Wisconsin[16]
- Top-Arbeitgeber 2016 Auszeichnung des Zentrum für Arbeitgeberattraktivität[17]
- Wisconsin Business Fried of the Environment Award 2016 für die Felss Rotaform LLC[18]
- Auszeichnung „Wisconsin Manufakturen of the year“ für die Felss Rotaform LLC in Wisconsin[19]
- Platz 2 des Johann Auch Automotive Award in der Kategorie „Open Innovation“[20]
- Umwelttechnik Preis Baden-Württemberg 2017 für die Maschine „Generation e4.0“ in der Kategorie „Energieeffizienz“[14]
- Weltmarktführer 2018 Auszeichnung der Wirtschaftswoche[21]
- Top-Innovator 2018 Auszeichnung von Top100[22][23][24]
- Weltmarktführer 2019  Auszeichnung der Wirtschaftswoche[25]
- Top-Innovator 2019 Auszeichnung von Top100[23][26]
- Top-Arbeitgeber 2019 Auszeichnung des Zentrum für Arbeitgeberattraktivität[27]
- German Brand Award 2019 in der Kategorie „Excellent Brands – Industry, Machines & Engineering“[28]